# Chase Elliott
William Clyde Elliott II, más conocido como Chase Elliott (Dawsonville, Georgia, 28 de noviembre de 1995) es un piloto de automovilismo estadounidense, que compite en stock cars. Compite en la Copa NASCAR de forma regular desde 2016 para Hendrick, en la que resultó campeón en 2020, cuarto en 2021, quinto en 2017 y sexto en 2018. A noviembre de 2021, ha obtenido 13 victorias y 74 top 5 en 221 carreras disputadas. Anteriormente logró el campeonato de la NASCAR Nationwide Series en 2014.
Es hijo de Bill Elliott, un piloto que fue campeón de la Copa NASCAR en 1988.

## Carrera deportiva

### Primeros años
Empezó a competir en karting a la edad de ocho años, y luego pasó a los late models, en esta última especialidad ganó carreras prestigiosas como el Snowball Derby y el All American 400.
En 2011, Elliott hizo su debut en la NASCAR K&N Pro Series del Este disputando la temporada completa para el equipo de su padre. Estuvo dos años en la serie, resultando noveno en 2011 y cuarto en 2012, acumulando una victoria y 9 top 5 en 26 carreras disputadas.
Elliott fue contratado por Hendrick Motorsports para hacer un programa parcial de 9 carreras en la NASCAR Truck Series en 2013 con un Chevrolet, y consiguió una victoria en Mosport Park y 5 top 5. Además participó en 6 fechas de ARCA Series en 2012 y 5 en 2013, todas ellas con el equipo de su padre, obteniendo un triunfo en Pocono 2013.
Con 18 años de edad, Chase disputó su primera temporada completa en la NASCAR Nationwide Series 2014 con una Chevrolet del equipo de Dale Earnhardt Jr., JR Motorsports. Tuvo una temporada extraordinaria, logrando 3 triunfos, 16 top 5 y 26 top 10, de forma que se coronó campeón con una fecha de antelación y con un amplio margen de puntos sobre su compañero de equipo Regan Smith. De esta manera, se convirtió en el campeón más joven de una serie nacional de NASCAR con 18 años, 11 meses, 18 días.
En 2015, Elliott logró la victoria en Richmond, y acumuló en 11 top 5, y 27 top 10, pero perdió el título de la renombrada NASCAR Xfinity Series en manos del piloto de Ford, Chris Buescher, conformándose el georgiano con el subcampeonato. Además debutó en la Copa NASCAR en un quinto auto de Hendrick al disputar cinco fechas, donde obtuvo 3 top 20.

### NASCAR Cup Series
Elliott corrió su primera temporada completa en la Copa NASCAR en 2016, sustituyendo a Jeff Gordon en el Chevrolet número 24 de Hendrick. A pesar de no obtener victorias en la temporada regular, Elliott clasificó a la Caza por la Copa por puntos. Quedando afuera en segunda ronda, con 10 top 5, terminó décimo en el campeonato y llevándose el premio de Novato del Año de la categoría. También, disputó seis carreras por la Xfinity Series, donde logró un triunfo y cuatro top 5, mientras que en la Truck Series, resultó segundo en su única carrera disputada.

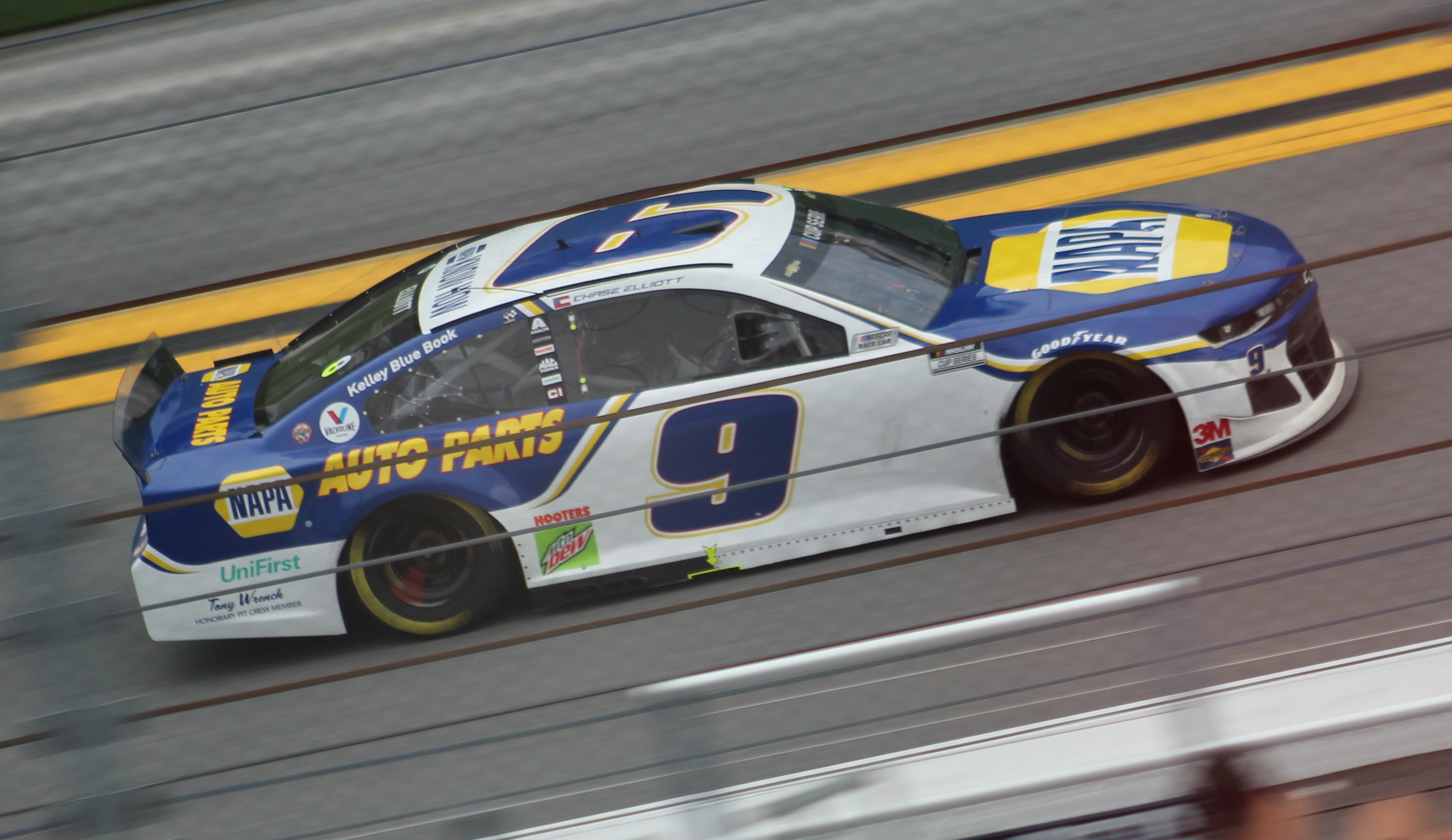
Chevrolet número 9, campeón de NASCAR Cup 2020.

En 2017 Elliott llegó hasta la tercera ronda de los playoffs de la Copa NASCAR y finalizó quinto con cinco segundos lugares y 12 top 5. Al año siguiente obtuvo su primera victoria en Copa NASCAR en Watkins Glen. También ganó en Dover 2 y Kansas 2, finalizando sexto en el campeonato con 11 top 5.
En 2019, Elliott logró dos victorias (Talladega y Watkins Glen) en la temporada regular para clasificarse a la postemporada. Luego, ganó en el circuito mixto de Charlotte y obtuvo un segundo lugar y un cuarto, sin embargo en la tercera ronda de los playoffs tuvo malos resultados, de modo que no llegó con chances por el título en Homestead. Finalizó décimo en la temporada con 11 llegadas entre los cinco mejores.
En 2020 se consagró finalmente campeón de la Copa NASCAR a la edad de 24 años. Se clasificó para la final a cuatro después de ganar en la carrera de Martinsville. En Phoenix, donde partió 40.º, remontó hasta ganar la carrera y, así, su primer campeonato de la NASCAR Cup Series. De este modo ponía, además, fin a una racha de resultados tristes para él en el circuito de Arizona. En la temporada obtuvo cinco victorias y 15 top 5.
Al año siguiente, Elliott ganó en Austin y Road America, y llegó 15 veces entre los cinco mejores. Se clasificó a la ronda final por el título en Phoenix, finalizando quinto en la carrera y cuarto en el campeonato de la Copa NASCAR. Además compitió en las 24 Horas de Daytona con un Cadillac DPi, finalizando octavo en la carrera.
En 2022, Elliott ganó el título de la temporada regular gracias en parte a sus cuatro victorias (Dover, Nashville, Atlanta y Pocono). Se encaminó hacia los playoffs como el más ganador. Obtuvo su quinta victoria en Talladega y, posteriormente, se clasificó a la definición del campeonato en el último lugar. Nuevamente finalizó último entre los contendientes al título -acabó en la carrera 28.º culpa de un accidente-, por lo que finalizó cuarto en el campeonato.
La temporada de 2023 de Elliott se vio interrumpida por una fractura de pierna producto de un accidente ocurrido mientras practicaba snowboarding, que lo dejó fuera por seis carreras, así como por una suspensión de una carrera por chocar intencionalmente a Denny Hamlin en Charlotte. Sin poder obtener una victoria en la etapa regular que lo hubiese clasificado, se quedó fuera de los playoffs por primera vez en su carrera de NASCAR Cup Series.